# Apfelwein

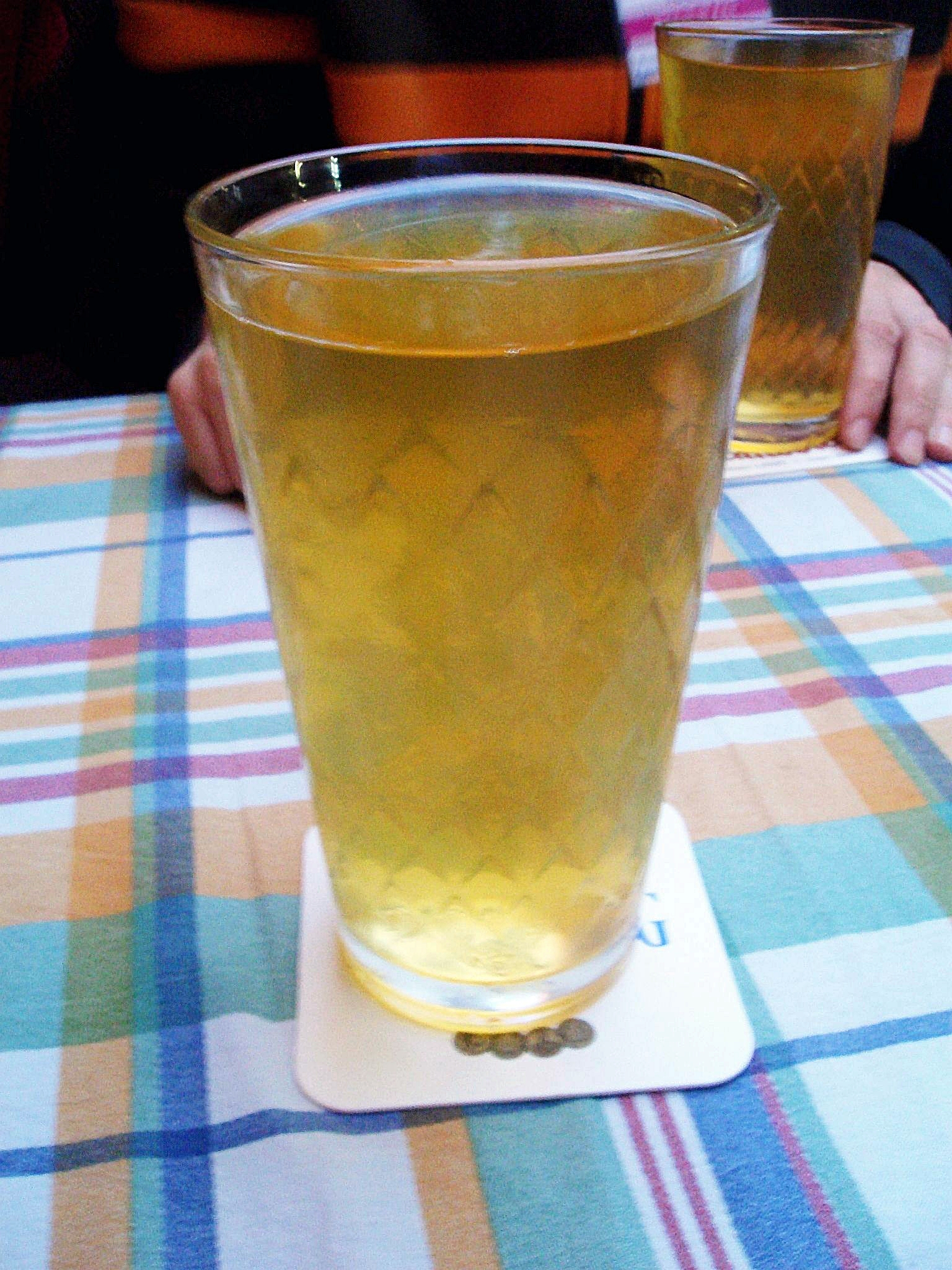
Apfelwein im „Gerippten“

Apfelwein, auch Viez, Apfelmost, Saurer Most, regional auch nur Most, im Hessischen Ebbelwoi, ist ein Fruchtwein, der meist aus einer Mischung verschiedener, relativ säurehaltiger Äpfel gekeltert und alkoholisch vergoren wird. Auch Holzäpfel und Speierling können so verwertet werden. Im Verlaufe des Gärprozesses sinken die durch den steigenden Alkoholgehalt abgestorbenen Hefen und Fruchtbestandteile auf den Boden des Gärbehälters. Der natürliche Alkoholgehalt beträgt 5 bis 7 Vol.-%. Apfelwein hat meist einen herben, sauren Geschmack, da zu seiner Herstellung traditionell herbe und saure Äpfel verwendet werden. Je nach verwendeten Apfelsorten muss der Geschmack jedoch nicht notwendigerweise als herb oder sauer empfunden werden.
Die Apfelweinkultur in Hessen wurde 2022 auf die UNESCO-Liste des Immateriellen Kulturerbes gesetzt.

## Name
Im mittelhessischen und im südhessischen Dialekt, etwa dem Untermainländischen und Frankfurterischen wird Apfelwein wie Ebbelwoi, Äbbelwoi oder Ebbelwei gesprochen und scherzhaft auch als Schtöffsche, Hoheasthoimer oder Reweblut vom Ebbelbaam bezeichnet. Die Bezeichnung Hessischer Apfelwein ist hingegen eine geschützte geographische Angabe, die besagt, dass seine Vergärung, Klärung und das Abfüllen in Hessen erfolgen muss.
Rund die Hälfte der Äpfel für den Hessischen Apfelwein kommen von außerhalb Hessens. Bei dem in den Medien häufig verwandten Begriff Äppler handelt es sich nicht um eine traditionelle Bezeichnung, sondern um einen Kunstnamen, der in den 1980er Jahren von Großkeltereien zu Werbezwecken eingeführt wurde. In traditionellen Apfelweinschenken wird der Apfelwein meist schlicht als Schoppen (frankfurterisch Schobbe) und der Apfelwein- wie der Weintrinkende als Schobbepetzer bezeichnet.
An der Mosel, in der Eifel, im Hunsrück, an der Saar und in Luxemburg trägt Apfelwein den Namen Viez, der aus römischer Zeit (lat. vice = der zweite oder stellvertretende Wein, vice vinum = Weinersatz) stammt und andeutet, dass Apfelwein als Ersatz für den echten Wein getrunken wurde.
Im Oberdeutschen ist die übliche Bezeichnung Most, dem in vielen Regionen – u. a. im österreichischen Mostviertel – auch Birnenmost beigemischt wird.
In der Schweiz wird der vergorene Apfelsaft sure Moscht oder sure Saft (von sur/suur = sauer) genannt. Saurer Most wird vor allem in der Ostschweiz produziert, wo er auch nur einfach Saft genannt wird.

## Geschichte

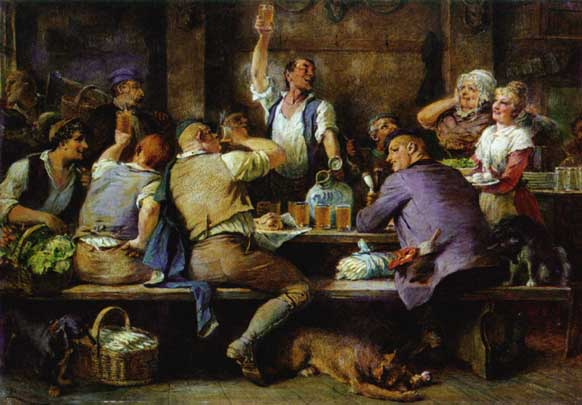
Äpfelweinstube in Sachsenhausen (1865)

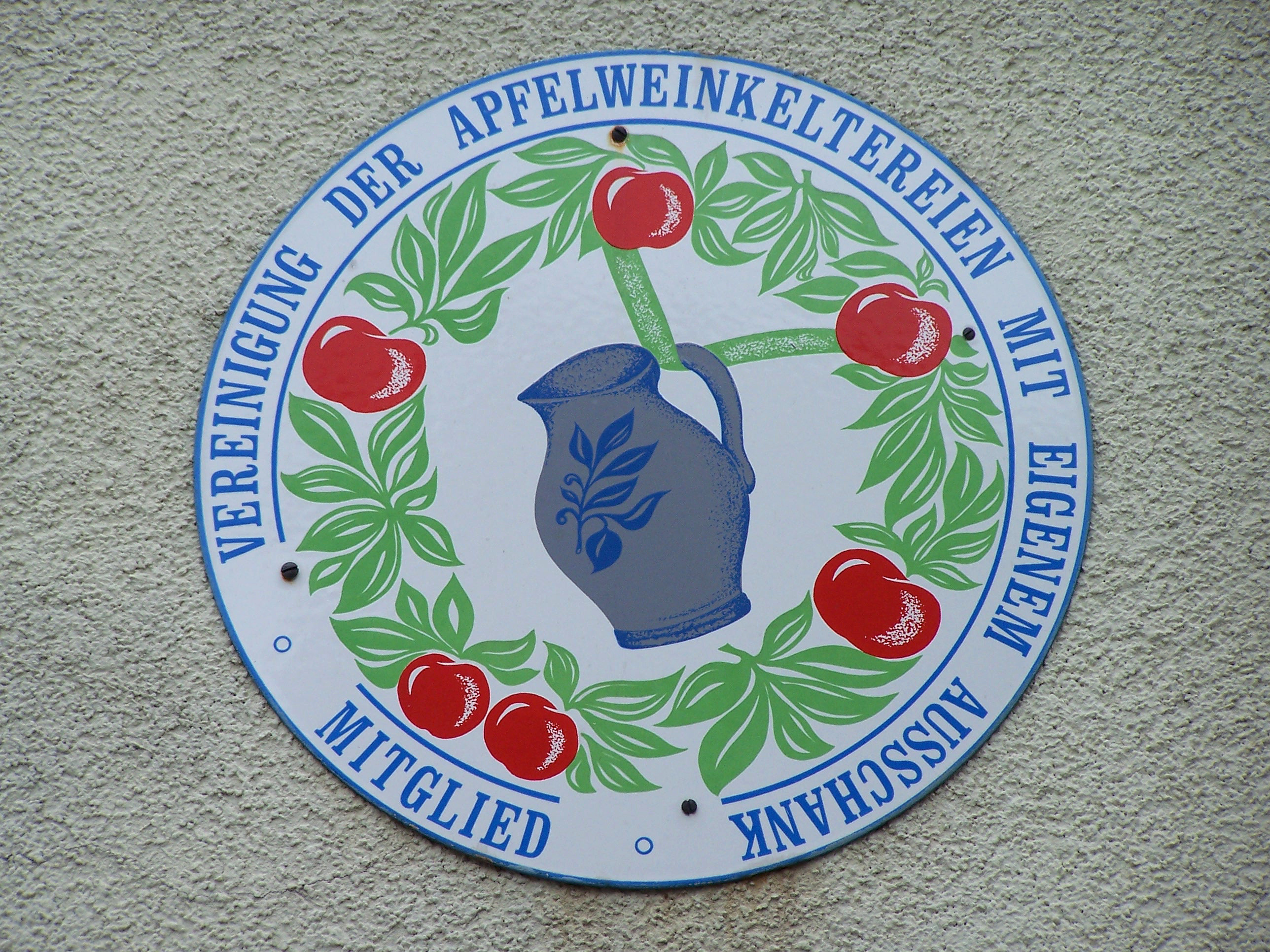
Schild der Apfelweinkeltereien mit eigenem Ausschank in Frankfurt am Main

Schon die Griechen und Römer kannten die Herstellung des Apfelweines (lat. vinum ex malis factum), so auch in Augusta Treverorum, dem heutigen Trier. Plinius der Ältere (23/24 bis 79 n. Chr.) berichtet: „Vinum fit e piris malorumque omnibus generibus“ (man macht Wein aus Birnen und allen Sorten von Äpfeln) und führt auch Mostäpfel (mustea) an. Der Ackerbauschriftsteller Palladius beschreibt im 4. Jahrhundert n. Chr. die Zubereitung des Weines aus Birnen. Auch ist belegt, dass die Germanen, bereits bevor die Römer kamen, sich in der Herstellung des Obstweines auskannten (überlieferte germanische Benennung: Ephiltranc). Durch die Niederlassung der Römer kamen dann andere Obstsorten ins Land, die das einheimische Wildobst verdrängten. Es kam zur Belebung der Obstweinproduktion.
In Frankfurt ist der Apfelwein um das Jahr 1600 nachgewiesen. Bereits 1638 wurde per Ratsverordnung eine Reinhaltungsbestimmung festgelegt, an die sich die Apfelweinkelterer noch heute halten müssen.
1754 wurde die erste Schankerlaubnis in Frankfurt erteilt, seit diesem Zeitpunkt wurde das Getränk auch versteuert.
Damals wurde der Apfelwein aber noch nicht als das Frankfurter Traditionsgetränk angesehen, das es heute ist, sondern als schlichtes Alltagsgetränk, das die kleinen Leute im Hauskeller gären ließen. Das wohlhabende Frankfurt trank damals eher den Wein, der noch heute im Rhein-Main-Gebiet und besonders auch im Frankfurter Stadtgebiet wächst. Als dessen preisgünstiger Ersatz wurde Apfelwein vor allem durch die in den 1860er Jahren in Europa einsetzende Reblausplage populär. Viele der verödeten Rebflächen wurden fortan als Obstgärten genutzt.

## Herstellung

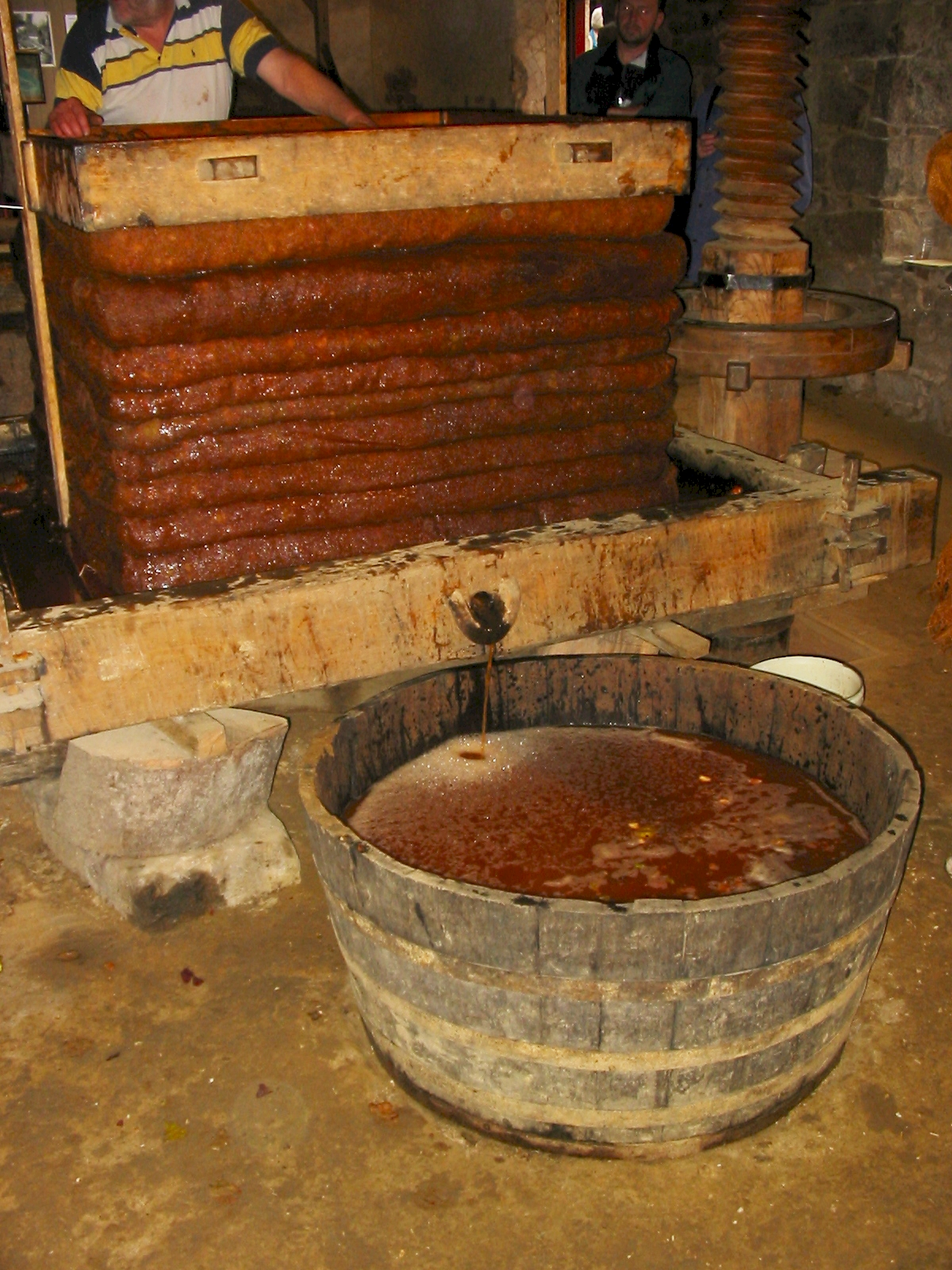
Packpresse zur Apfelentsaftung

Apfelwein ist herkömmlich ein reines Naturprodukt. Wie trüb der Apfelwein ist, hängt davon ab, wie lange er ruht und ob er mit Schönungsmitteln behandelt wurde oder nicht.
Bei der frühesten Herstellung des Apfelweins wurden die Äpfel zunächst von Hand in einem großen Trog zerstoßen. In späteren Zeiten zerquetschte ein von Pferde- oder Menschenkraft gerollter Mahlstein die Früchte und presste sie dabei zugleich in einer aus einem Baumstamm ausgehöhlten Rinne aus. Das Herstellen des Pressgutes erfolgt heute durch Häckseln der ganzen Früchte samt Schale, Stiel, Kernhaus und Kernen zu einem groben Brei. Diesen Brei füllten die Kelterer früher in einen quadratischen hölzernen Rahmen, in über die Ecken darüber gelegte quadratische Tücher, schlugen die vier Tuchzipfel über dem Pressgut zusammen, entfernten den Rahmen und legten einen Rost aus hölzernen Lättchen darüber. Durch bis zu dreißigmaliges Wiederholen dieses Vorgangs entsteht unter dem Pressstempel ein ca. 1 m hoher Stapel. Durch Drehen einer Holzwinde, heute durch einen Hydraulik-Kolben, wurde und wird der Pressstempel auf den Stapel und der Stapel zusammen- und ausgedrückt. Aus der Presse lief nun der aromatische Saft in die Transportgefäße oder direkt in die im Keller lagernden Eichenholzfässer. Dort begann er, häufig nach dem Zusetzen von Hefe, zu gären. Dies wird besonders von Hobbygärtnern genutzt, die nach dem Schreddern der Äpfel und Pressen der Schnitzel den Apfelsaft direkt in Gärfässer (früher Glasballon, d. h. große Glasflaschen) abfüllen. Der natürliche Zuckeranteil sowie die Umgebungshefe lösen den Gärprozess aus, der bis zur völligen Durchgärung etwa drei bis vier Monate dauert. Dabei fallen die Hefe und Reststoffe nach unten aus und die entstehenden Gase entweichen über das Gärröhrchen. Nach Umfüllen, d. h. Trennung der Reststoffe, ist der Apfelwein über Jahre haltbar. Da der Apfelwein somit weder erhitzt noch mit Gärzusätzen oder -stoppern versetzt oder nachträglich gesüßt wird, sind Apfelweinfreunde der Ansicht, dass Apfelwein gesünder sei als Apfelsaft, da letzterer, soll er ungekühlt über längere Zeit haltbar sein, pasteurisiert (z. B. über 15 bis 150 Sekunden auf 82 bis 90 °C erhitzt) werden muss.

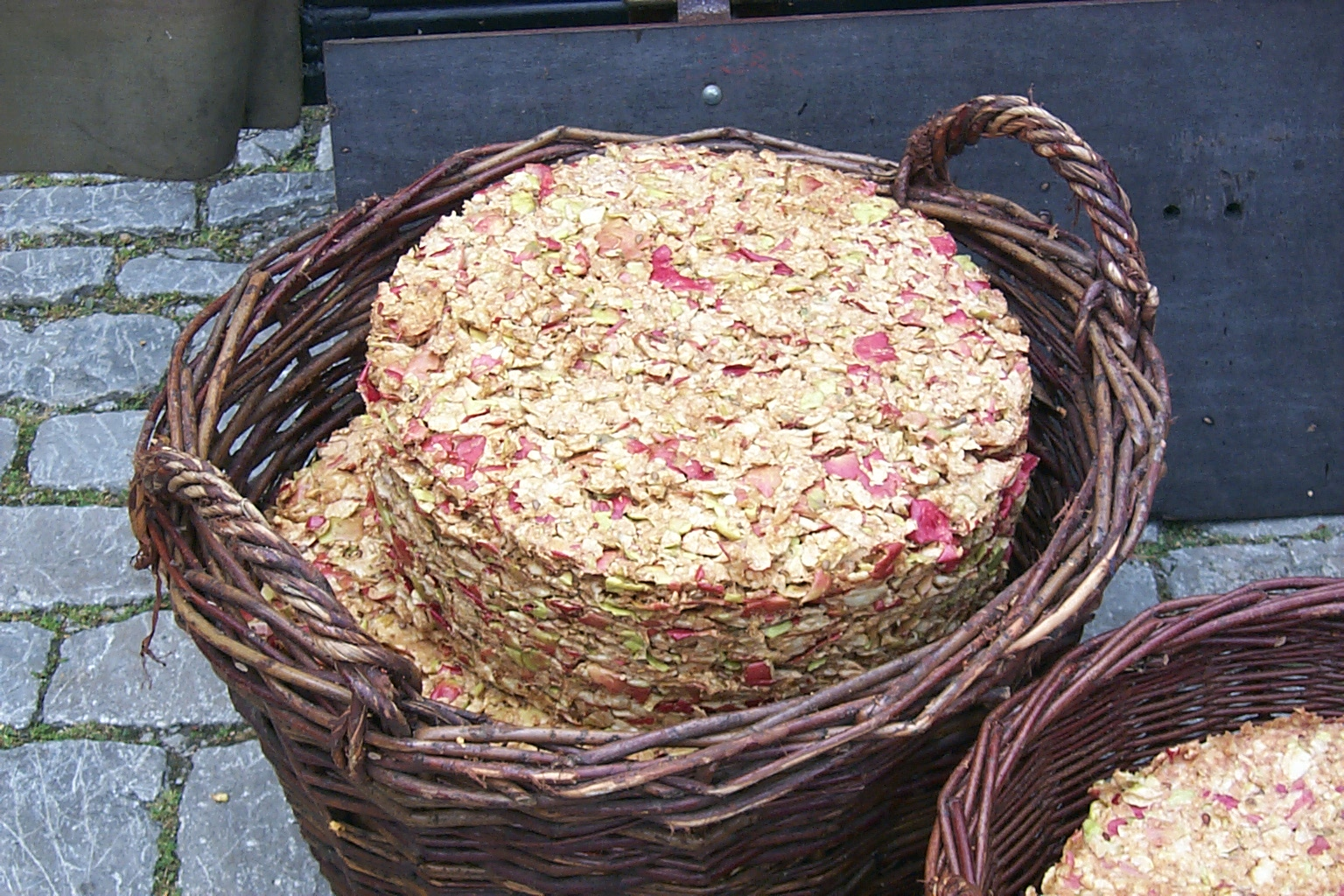
Der ausgepresste Trester dient noch als Tierfutter.

Bei der heutigen Herstellung werden die Äpfel meist mit großen Membranpressen gekeltert. Eine Methode ist, die Äpfel in Rinnen, die im Boden eingelassen sind, in die Kelterei zu schwemmen und gleichzeitig zu waschen. Dann gelangen die Äpfel von dort in ein Becken, aus dem sie durch den Elevator (langes und breites Rohr mit einer Kette und Hubförderelementen) an dessen Ende grob gemahlen und in einen Bottich befördert werden.
Die Masse aus grob gemahlenen Äpfeln nennt man Maische. Diese darf bei der Apfelweinherstellung nicht zu fein werden, da sie sich sonst nicht optimal auspressen lässt. Die Maische wird durch ein Rohr in die Presse transportiert. Der frisch gepresste Apfelsaft wird direkt in Edelstahl- oder Fiberglastanks gefüllt. Auf diese Weise können mehrere Tonnen Äpfel gleichzeitig verarbeitet werden.
Während des Gärungsprozesses wird der im Apfel enthaltene Zucker von der fruchteigenen und der zugegebenen Reinzuchthefe abgebaut. Bei diesem Vorgang entstehen Alkohol und Kohlendioxid, das als Gärschaum schützend den gärenden Saft abschließt und den im Tank verbliebenen Luftpuffer verdrängt. Dies dauert acht bis zehn Tage und wird stürmische Gärung genannt. Da das in großen Mengen austretende Kohlendioxid ab gewissen Volumenkonzentrationen in der Atemluft zu Bewusstseinsstörungen und zum Tode führen kann, darf in den Herstellungsräumen nur bei laufender Lüftung gearbeitet werden. Bei der privaten Herstellung für den Eigenbedarf lässt man für diese Zeit Fenster und Türen im Keller offen.
Ruht der Apfelwein nur kurze Zeit auf seiner Hefe, schmeckt er nicht besonders aromatisch. Je nach gewünschtem Aroma zieht der Kelterer den Wein entweder früher oder später von der Hefe weg, indem er ihn ohne die Hefe in ein anderes Fass umfüllt. Daher schmeckt der Wein eines jeden Fasses etwas anders. Hinzu kommen die von Kelterei zu Kelterei verschiedenen Bräuche und Herstellungsarten, die oftmals zu sehr großen Unterschieden im Geschmack führen.
Bei der industriellen Fertigung wird der naturtrübe Charakter künstlich hervorgehoben, um dem Apfelwein eine Öko-Note zu verleihen.
Die übrig gebliebenen Apfelreste werden Trester genannt. Dieser ist gut als Futtermittel für Schafe und Rinder geeignet. Schweine vertragen diesen Trester nicht, denn sie haben einen für die Obstreste zu empfindlichen Magen. Der Großteil des Tresters wird landwirtschaftlich als Kompost verwertet, da die Menge den Bedarf an Schaffutter bei weitem übersteigt. Eine weitere, aber selten praktizierte Möglichkeit ist das Brennen der abgepressten Obsttrester, nachdem diese einen Gärungsprozess durchlaufen haben. Das Resultat ist ein Obsttresterbrand.
Die Erntesaison beginnt im Herbst. Die Äpfel werden dann kalt ausgepresst, und man erhält den sogenannten Süßen oder Süßen Viez (Mosel-Saarbereich), der in Süddeutschland, Österreich und in der Schweiz oft Most oder Süßmost genannt wird. Nach einigen Tagen wird daraus dann ein Rauscher, also ein gärender Most, der auf der Zunge bitzelt (siehe Kohlensäure) und dem Sauser oder Federweißen beim Traubenwein entspricht. Der Name Rauscher leitet sich offenbar von dem Rauschen ab, das man mit dem Ohr am Glas vernehmen kann. Besonders nach dem Genuss mehrerer Gläser kann der Rauscher unvermittelt abführende Wirkung zeitigen. Auf den Rauscher bezieht sich das Apfelweinlied von der Fraa Rauscher aus der Sachsenhäuser Klappergasse. Im weiteren Verlauf entstehen dann der helle Neue und der Alte. Auf letzteren bezieht sich das erwähnte doppeldeutige Lied ebenfalls.
Einige wenige kommerzielle Apfelweinhersteller erhitzen die Äpfel vor dem Pressen, wodurch eine etwas höhere Saftausbeute erzielt wird, die nach Meinung vieler Apfelweinfreunde jedoch zu Lasten des guten Geschmacks geht.
Manche Hersteller verwenden im südwestlichen Raum meist den so genannten Holz- oder Viezapfel (klein und sehr säurehaltig, eine Mostapfel-Sorte, die nicht mit dem Wildapfel identisch ist) und mischen diesen (aus Mangel an Masse) mit zum Teil eingeführten etwas süßeren Sorten. Das Mischverhältnis wird aber so gering wie möglich zugunsten der Holzäpfel gehalten, damit der typische Geschmack erhalten bleibt.
Apfelwein wird normalerweise nicht aus den modernen Tafelapfelsorten hergestellt, da diese auf viel Fruchtzuckergehalt gezüchtet sind. In der Kelterung ist man auf die säurehaltigen älteren Sorten aus dem Streuobstbau angewiesen. Der Konsum von Apfelwein trägt nicht nur zum Fortbestand der alten Apfelsorten bei, sondern auch zum Erhalt der früher landschaftsprägenden Streuobstwiesen. Ferner wird auf Apfelsorten mit einem geringen Pektingehalt geachtet, da dieses im Apfel natürlich vorkommende Verdickungsmittel durch die Hefe zum giftigen Methanol vergoren wird.
Alte Apfelsorten, die für die Apfelweinherstellung wichtig sind, sind z. B. Weißer Matapfel, Viezapfel, Bohnapfel, Erbachhofer Mostapfel, Roter Trierer Weinapfel.
Eine Variante des Apfelweins wird mit dem Saft der Früchte des Speierlingbaumes versetzt. Diese Säuerung klärt den Wein durch den hohen Gerbstoffgehalt und macht ihn länger haltbar. Manchmal weist der Name „Speierling“ aber nicht auf die Frucht, sondern nur auf einen besonders herben Apfelwein hin – echter Speierling ist recht selten und daher teuer. Weitere weniger verbreitete Zusätze sind Quitte, Mispel, Eberesche oder Schlehe, im süddeutschen Raum und Österreich auch die Mostbirne und alle anderen Arten von schnittfesten Birnen.
Apfelwein – besonders die schwächeren Qualitäten oder Überschussproduktion – dient auch zur Herstellung von Apfelbrand. Häufig wird aber die vergorene Apfelmaische zur Brandherstellung verwendet, so spart man sich den Prozess des Kelterns.

## Darreichung

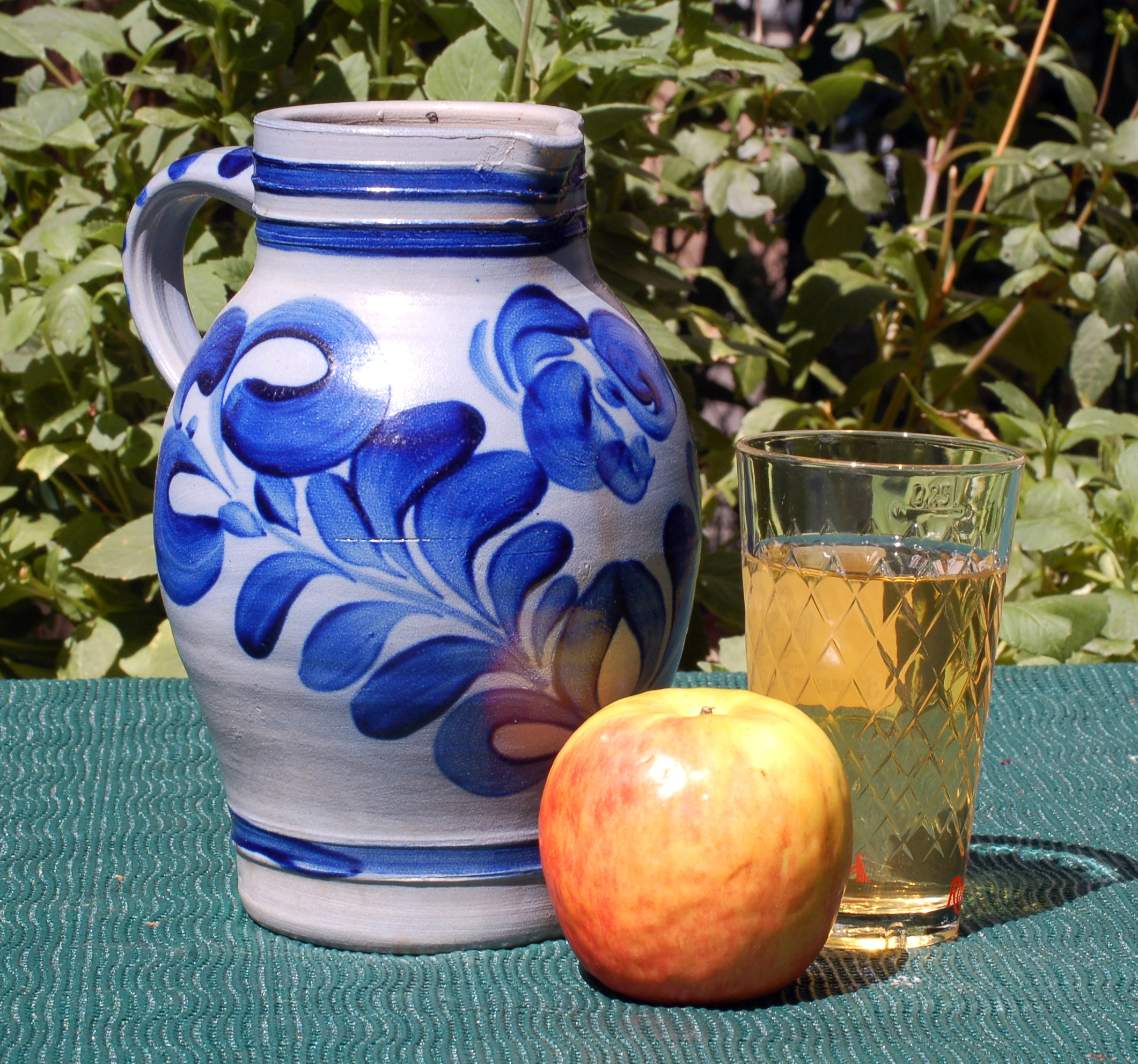
Bembel und Geripptes

Apfelwein wird, da er häufig trüb ist, üblicherweise im Gerippten (Glas mit Rautenschliff, dessen Flächen das Licht reflektieren) serviert. Von Großkeltereien in 1-Liter-Flaschen angelieferter Apfelwein wird meistens in Gläsern zu 0,25 Liter (oder in großen Gläsern zu 0,5 Liter) ausgeschenkt. Die traditionelle Glasgröße ist jedoch 0,3 Liter. An ihr halten die traditionellen Apfelweingaststätten und deren Gäste fest. Das 0,25-Liter-Glas wird von ihnen als „Beschisserglas“ bezeichnet, da es weniger Apfelwein zu meist gleichem Preis enthält. Der Ausschank von Apfelwein in anderen Glasarten (beispielsweise Longdrinkgläsern) ist absolut unüblich. Ein mit Apfelwein gefülltes Geripptes wird auch als Schoppen bezeichnet. Das gerippte Muster der Apfelweingläser stammt noch aus der Zeit, als vorwiegend ohne Besteck gegessen wurde und glatte Gläser leichter aus den fettigen Händen glitten als die Gerippten.
In Gesellschaft oder bei größerem Durst bestellt man Apfelwein auch im Bembel, einem Krug aus Ton, der den Apfelwein kühl hält. Das dickbauchige Gefäß aus salzglasiertem Steingut hat üblicherweise eine graue Grundfarbe mit blauem Muster. Die verschiedenen Größen werden in der Regel nach ihrem Inhalt in Gläsern benannt, beispielsweise 4er- oder 8er-Bembel, dabei sind je nach Verwendungsort die kleinen 0,25-Liter- oder die 0,3-Liter-Gläser zugrunde gelegt. Dementsprechend kann ein 4er-Bembel einen Liter, aber auch 1,2 Liter Apfelwein enthalten. Die Bembel werden traditionell im Kannenbäckerland, einer tonreichen Gegend im Westerwald zwischen Montabaur und dem Rhein, hergestellt.
Apfelweinwirtschaften, die den Apfelwein noch selbst keltern, sind berechtigt, einen grünen Fichtenkranz mit dem Bembel vor der Tür aufzuhängen (diese Tradition soll aus dem Jahr 1641 stammen), allerdings wird dieses ungeschützte Zeichen oftmals missbraucht.
In Eifel, Hunsrück, Moseltal, am Unterlauf der Saar und in Trier ist das Trinkgefäß Viezporz (meist 0,4 l, inzwischen auch mit 0,2 l oder als Miniatur für Schnaps (4 cl) erhältlich) zu Hause, das aus weißem Porzellan oder Steingut besteht, woher auch der Name Porz abgeleitet ist (moselfränkisch gesprochen: Poarz oder Peerzi). Beliebt ist hier auch der frisch gepresste so genannte süße Viez. In früheren Zeiten bewahrte man den Viez in größeren Steingutgefäßen auf (Viezkrug), ähnlich dem Bembel im Frankfurter Raum.

### Apfelwein als Heißgetränk
Als altes Hausmittel gegen Erkältungen oder auch als wärmendes Getränk in der kalten Jahreszeit ist der heiße Apfelwein (in Oberschwaben und Österreich: Glühmost) beliebt, wobei der Apfelwein erhitzt (aber nicht gekocht) und mit einer Zimtstange, eventuell Gewürznelken und Zitronenscheibe serviert wird. Bei dieser Variante ist die Beigabe von Zucker ausnahmsweise nicht tabu. Mitunter wird der Heiße Äppler auch mit Zugabe von Zimt und Honig zubereitet.

### Apfelwein als Mischgetränk
- Die üblichste Form ist der Sauergespritzte oder auch einfach nur Sauer, Saurer oder G’spritzter. Er ist verschnitten mit Mineralwasser, also eine Apfelwein- oder Viezschorle. Wer mehr als die übliche Menge Wasser in seinem Apfelwein wünscht, bestellt einen Tiefgespritzten beziehungsweise einen Batschnassen. Diese Sitte stammt aus der Weinära Frankfurts, in der die herben Sorten üblicherweise mit Wasser verdünnt werden mussten. In Österreich wird diese Variante auch scherzhaft Feuerwehrmischung genannt. Eine weitere Bezeichnung ist Spruvi (Abkürzung für Sprudel-Viez) im Raum Trier.
- Ebenfalls verbreitet ist der Süßgespritzte (selten auch Süßer genannt, aber nicht zu verwechseln mit dem nur zur Erntezeit erhältlichen frisch gepressten Süßen, einer Vorstufe des Apfelweins; siehe unter Herstellung): verschnitten mit Orangen- oder Zitronenlimonade oder auch mit frischem Apfelmost. Im Moselfränkischen trägt die Mischung die Bezeichnung Viez-Limo oder seltener Lim-Viez.
- Im Schwäbischen gibt es die Mostbowle aus Apfelwein, Zitronenlimonade und in Scheiben geschnittener unbehandelter Zitrone als sommerliches Erfrischungsgetränk.
- Auch beliebt ist das Mischen von Apfelwein und Apfelsaft (Halbe-Halbe). In der Ostschweiz wird diese Mischung auch als Ghürotne (Geheirateter) bezeichnet.
- Besonders von Jugendlichen wird Apfelwein mit Cola gemischt. Diese Mischart nennt sich Appelwein-Cola oder Zitsch. Im Frankfurter Raum ist auch die Bezeichnung Korea verbreitet. Im Hessischen Ried hat sich hingegen die Bezeichnung KE (Kola-Ebbelwoi) durchgesetzt. In der Region Trier ist der Begriff Covi gebräuchlich.

Einige Puristen unter den selbstkelternden Wirten verweigern den Ausschank von Süßgespritztem. So gibt es beispielsweise einige Frankfurter Apfelweinlokale, in denen grundsätzlich kein Süßgespritzter ausgeschenkt wird. Bestellt ein Gast ihn dennoch, so werden ihm Apfelwein und Limonade getrennt voneinander serviert, der „Kulturfrevel“ des Mischens wird ihm selbst überlassen.

## Rechtliches
Lebensmittelrechtlich gehört Apfelwein wie die anderen Gärprodukte des Apfelsüßmostes (Apfel-Perlwein, Apfelschaumwein, Sidre etc.) in die Kategorie der weinähnlichen Getränke. Weinähnliche Getränke fallen nicht unter das Weinrecht, sondern unter die allgemeinen Vorschriften des Lebensmittelrechts (Lebensmittel- und Futtermittelgesetzbuch). Im Speziellen regelt die Verordnung über alkoholhaltige Getränke (AGeV) in ihrem Zweiten Abschnitt Weinähnliche, perlweinähnliche und schaumweinähnliche Getränke und hieraus weiterverarbeitete alkoholhaltige Getränke die Herstellung, Beschaffenheit und Bezeichnung dieser Erzeugnisse.

„Um weinähnliche Getränke deutlich von Produkten des Weinbaus zu unterscheiden, ist eine genaue Kennzeichnung vorgeschrieben. Damit eine Verwechslung mit Erzeugnissen des Weinrechts ausgeschlossen wird, dürfen weinähnliche Getränke als ‚…wein‘ nur mit solchen Wortverbindungen in den Verkehr gebracht werden, die die Ausgangsstoffe kennzeichnen, aus denen sie hergestellt sind, wie z. B. ‚Kirschwein‘ oder ‚Birnen-Schaumwein‘. Dagegen sind Bezeichnungen wie ‚Wein aus Kirschen‘ oder ‚Schaumwein aus Birnen‘ unzulässig.
Ein Zusatz von Schwefeldioxid oder dessen Verbindungen zur Stabilisierung der Erzeugnisse ist üblich. Da dieser Stoff für manche Menschen unverträglich ist, muss ein Restgehalt von mehr als 10 mg/l kenntlich gemacht werden. Auf Fertigpackungen erfolgt dies meist in Form der sogenannten Allergenkennzeichnung ‚enthält Sulfite‘. Bei offen abgegebenen Erzeugnissen muss dagegen der Hinweis ‚geschwefelt‘ angebracht werden.“

Die Apfelweinkultur in Hessen wurde 2022 auf die UNESCO-Liste des Immateriellen Kulturerbes gesetzt. Der Antrag wurde vom Verein Apfelwein Centrum Hessen gestellt und vom Hessische Ministerium für Wissenschaft und Kunst unterstützt. Nach dem Kratzputz ist sie das zweite immaterielle Kulturerbe aus Hessen.

## Agrarpolitik
Im November 2007 wurden der Bild-Zeitung Informationen zugespielt, wonach EU-Agrarkommissarin Mariann Fischer Boel den Begriff Apfelwein verbieten wollte. Demnach sollten nur alkoholische Getränke, die aus Weintrauben gewonnen werden, als Wein bezeichnet werden dürfen. Im beginnenden Landtagswahlkampf versuchte die CDU-Landesregierung von Roland Koch die Empörung zu nutzen und rief eine Initiative Rettet unseren Apfelwein ins Leben. Kurz darauf wurde bekannt, dass die Umbenennungspläne der EU bereits vor Monaten auf massiven Protest zahlreicher EU-Mitgliedstaaten gestoßen und damit faktisch vom Tisch waren.

## Verbreitung

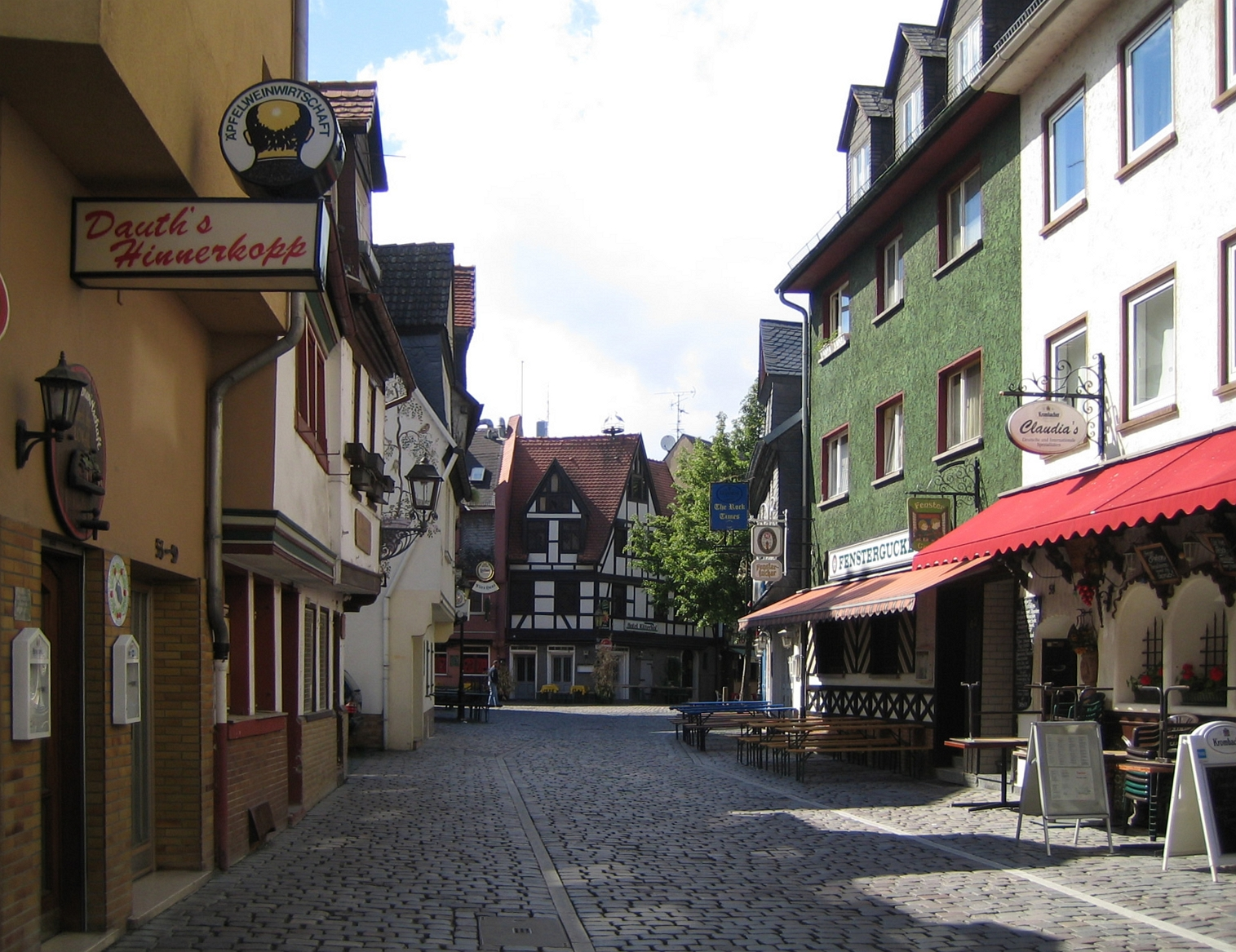
Apfelweinviertel in Frankfurt-Sachsenhausen

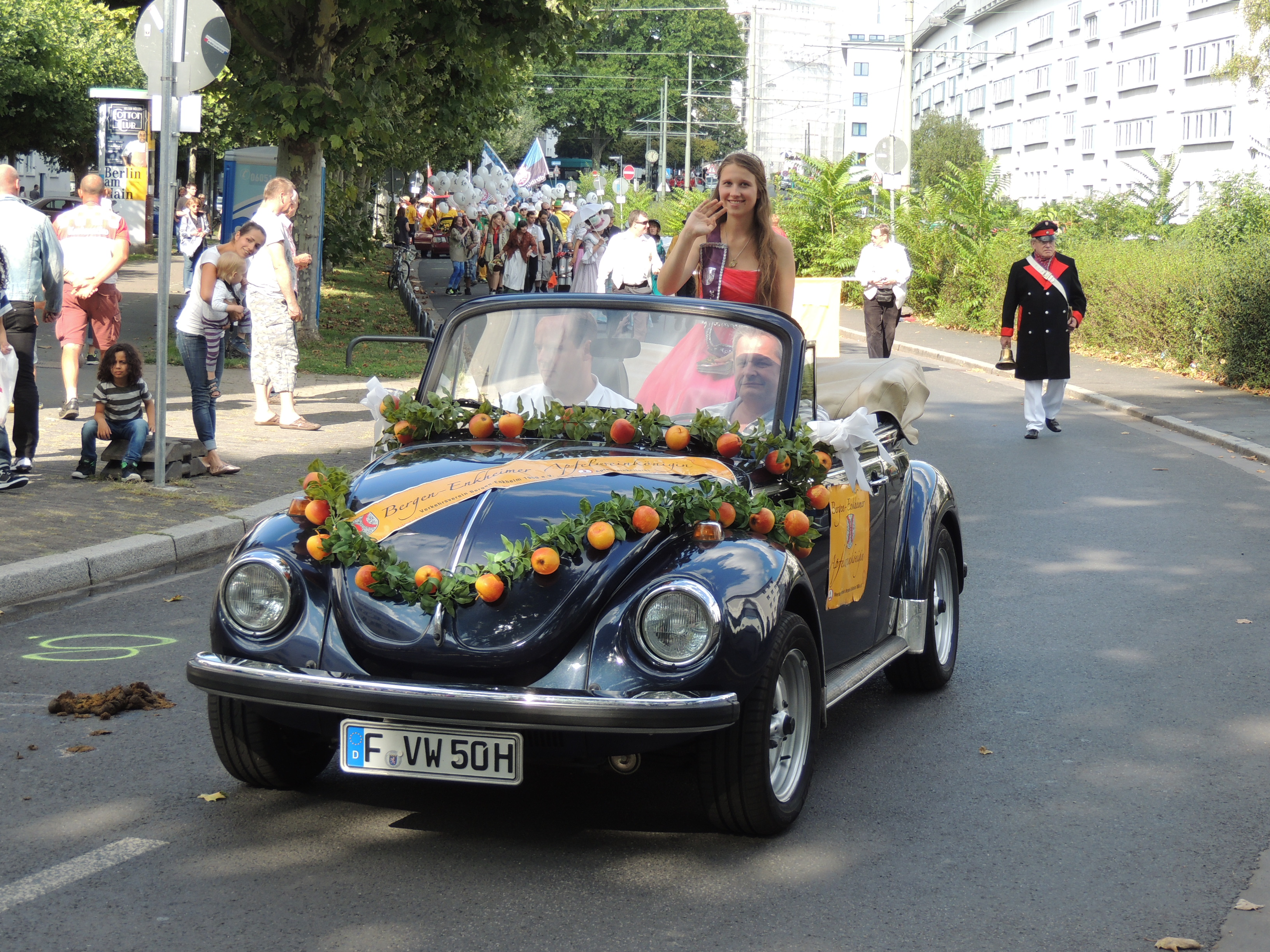
Die Apfelweinkönigin von Frankfurt-Bergen-Enkheim auf dem Kerbe-Festzug 2014 in Frankfurt-Bornheim

Hergestellt und konsumiert wird Apfelwein überwiegend:
- In Deutschland im Bundesland Hessen (siehe auch: Hessische Apfelwein- und Obstwiesenroute), insbesondere im Frankfurter Raum, der Wetterau, dem Taunus und im Odenwald, im Nassauer Land, in Unterfranken, Württemberg und in Rheinland-Pfalz im gesamten moselfränkischen Raum. Hochburgen sind Merzig (Saarland) und der Trierer Raum sowie das Gebiet am Unterlauf der Saar sowie das gesamte Grenzgebiet von Luxemburg zu Deutschland. In den obengenannten Gebieten gibt es neben wenigen Großkeltereien eine Vielzahl von Gastronomiebetrieben, die Apfelwein selbst herstellen, sowie kleine und private Keltereien.
- In der Schweiz im Emmental, Thurgau und im St. Galler Rheintal. Im St. Galler Rheintal und im Thurgau bestand in nahezu jedem Dorf eine eigene Mosterei. So heißen heute viele Gasthöfe Zur alten Mosterei, das Thurgau wird auch „Mostindien“ genannt. In Widnau im St. Galler Rheintal wird alle drei Jahre zu Ehren der alten Dorf-Mosterei das drei Tage dauernde Moschtifäascht veranstaltet.[5]
- In Österreich im Mostviertel (Niederösterreich), in Oberösterreich, im Lavanttal (Kärnten) sowie in der südlichen und östlichen Steiermark.

## Mostarten in Österreich
Da der Most in Österreich bereits lange Zeit in verschiedenen Regionen erzeugt und angeboten wird, wurden einige regionale Sorten ins Register der Traditionellen Lebensmittel aufgenommen und bekamen unter der Dachmarke Genussregion Österreich Namen entsprechend der jeweiligen Herkunftsregion, wie etwa Region Bucklige Welt Apfelmost, Lavanttaler Apfelwein für das Lavanttal, wo der Most auch als Apfelwein bezeichnet wird, oder ebenfalls im Lavanttal die verschiedenen Mostbarkeiten. Im Jahr 2011 wurden Ergebnisse von Verkostungen des Mostes aus dem Mostviertel auch in das österreichische Weinmagazin Falstaff aufgenommen.

## Apfelwein in anderen Ländern

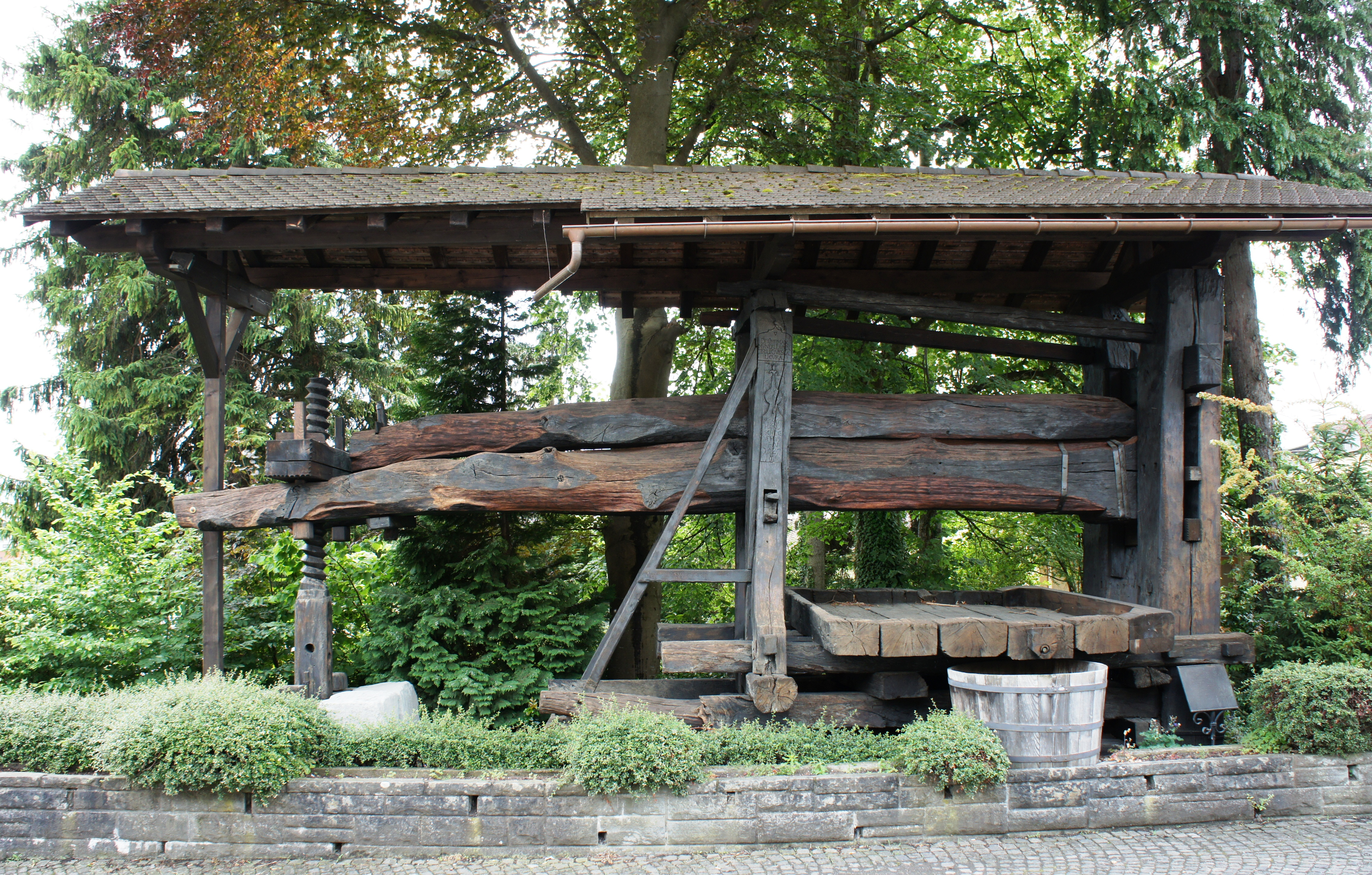
Alte Saftpresse in Balgach in der Schweiz

Moussierende Varianten des Apfelweins werden Apfelschaumwein oder Apfelsekt genannt. In Frankreich heißt dieses Getränk Cidre, in Großbritannien, Irland, Schweden, Südafrika Cider, in den USA Hard cider, in Spanien Sidra, im Baskenland Sagardoa, in Slowenien Jabolčnik und in Finnland Siideri.
Der saure Apfelwein, der dem hessischen Apfelwein sehr ähnlich ist, wird sowohl im französischen als auch im spanischen Teil des Baskenlandes hergestellt und in Spanien sidra natural (natürlicher Apfelwein), in Frankreich cidre basque (baskischer Apfelwein) genannt. Der eher süßliche, mit Kohlensäure versetzte Apfelperlwein wird in Frankreich hauptsächlich in der Normandie und der Bretagne gekeltert. In der spanischen Region Asturien werden beide Sorten produziert. Er wird in Spanien sidra dulce (süßer Apfelwein) und in Frankreich cidre breton (bretonischer Apfelwein) genannt.

## Medien
Die ARD-Sendung Zum Blauen Bock mit den Fernsehwirtsleuten Heinz Schenk und Lia Wöhr als Showmastern machte Ebbelwoi und den dazugehörigen Bembel bundesweit bekannt.
Im Januar 2005 wurde das erste Mal der frische Apfelwein des aktuellen Jahrgangs im Rahmen einer Fernsehsendung des Hessischen Rundfunks im Beisein politischer Größen angestochen. Diese Veranstaltung wurde 2006 wiederholt und soll als Tradition fortgesetzt werden.
2005 erschien in Frankfurt am Main das Original Frankfurter Apfelweinquartett. Das Kartenspiel, bestehend aus 32 Spielkarten, einem Stadtplan und einer Regelkarte, präsentiert 32 Frankfurter Apfelweinlokale und stellt einen unterhaltsamen Wegweiser von Schoppen zu Schoppen dar. Kategorien sind unter anderem Größter Bembel, Preis des Schoppens und Gewicht des Rippchens. Ein Jahr später erschien eine neue, inhaltlich überarbeitete Auflage des Kartenspiels mit neuen lokalen und aktualisierten Kategorien.

## Museen
Es gibt verschiedene Museen, die sich ausschließlich mit Apfelwein und Apfelschaumwein beschäftigen:
- Geripptes Museum – Raum für Apfelweinkultur in Hanau (seit April 2022)[10][11]
- Samareiner Mostmuseum, St. Marienkirchen an der Polsenz, Österreich
- Musée Régional du Cidre, Valognes, Frankreich
- Musée du Cidre, Pleudihen-sur-Rance, Frankreich
- Ecomusée de la Pomme et du Cidre en Normandie, Bretteville-du-Grand-Caux, Frankreich
- Musée de la Pomme et du Cidre, Vaudeurs, Frankreich
- The Cider Museum, Hereford, Großbritannien
- Museo de la Sidra de Asturia, Nava, Spanien
- MoMö Mosterei- und Brennerei Museum,[12] Arbon, Schweiz

In Frankfurt am Main gab es von 1991 bis 2011 das Frankfurter Äpfelweinmuseum. Das maßgeblich von Günter Possmann und Helmut Lenz vorangetriebene Museumsprojekt, zu dem die Gaststätte Historix gehörte, befand sich im Historischen Museum der Stadt. Mit dem Abriss des 1972 errichteten Museumsgebäudes wurde das Apfelweinmuseum geschlossen und die Planungen für den Neubau sehen keine Neueröffnung vor. Im Februar 2012 gründete sich der Trägerverein Deutsches Apfelweinmuseum e. V., der ein neues Apfelweinmuseum in Frankfurt plant.

## Film
- Geschmackserlebnis Apfelwein – eine genussvolle Reise durch Hessen. Fernseh-Reportage, Deutschland, 2012, 44:22 Min., Buch und Regie: Astrid Dermutz und Isabelle Stier, Produktion: Hessischer Rundfunk, Reihe: Geschichten aus Hessen, Erstsendung: 15. April 2012 in hr, Film-Informationen von hr und online-Video.